# Caripraea mendaciaria
Caripraea mendaciaria är en fjärilsart som beskrevs av Walker 1863. Caripraea mendaciaria ingår i släktet Caripraea och familjen mätare. Inga underarter finns listade i Catalogue of Life.